# Île Leroue
L’île Leroue est un îlot de Nouvelle-Calédonie appartenant administrativement à Nouméa.